# フランク・モリス
フランク・リー・モリス（Frank Lee Morris、1926年9月1日 - 1962年6月11日失踪）は、ワシントンD.C.生まれのアメリカ人。脱獄不可能とされたアルカトラズ連邦刑務所から脱出した人物として知られている。彼は2人の囚人とともに自作のいかだを使ってアルカトラズ島から抜け出した。いかだで海に出た後は生存も死亡も確認されておらず、消息は不明である。

## 生い立ち
ワシントンD.C.で生まれたモリスは、幼い頃から里親に育てられる。13歳の頃に犯罪に手を染め、10代の後半に麻薬所持や強盗の罪などで逮捕される。
IQは133だったと言われている。

## アルカトラズ連邦刑務所
1960年1月20日、モリスはアルカトラズ連邦刑務所に護送される。そのときの付けられた囚人番号はAZ1441だった。モリスはアルカトラズに着いて間もなく脱獄を計画していたという。これには、アレン・ウェスト（Allen West）と、ジョン・エングリン（John Anglin）、クラレンス・エングリン（Clarence Anglin）の兄弟が加わっていた。計画はウェストにより立案されたが、彼は脱獄時に独房内の換気口の格子が切断できなかったため、脱獄そのものには加わらなかった。
アルカトラズからの脱出は困難を極めるものだった。約2年間に渡ってモリスとエングリン兄弟はいかだと自分たちに似せた人形を作った。いかだは、長細い浮き袋を三角形に組み合わせ、その間にシートを貼り付けたものだった。人形は、紙くずと、粘土や穴の削りくずを合わせた。また仕事場から穴を掘る道具を盗み取り、交替で穴を掘った。そして、1962年3月にようやく独房の裏手へと続く穴を掘ることに成功したのだった。

## アルカトラズからの脱出

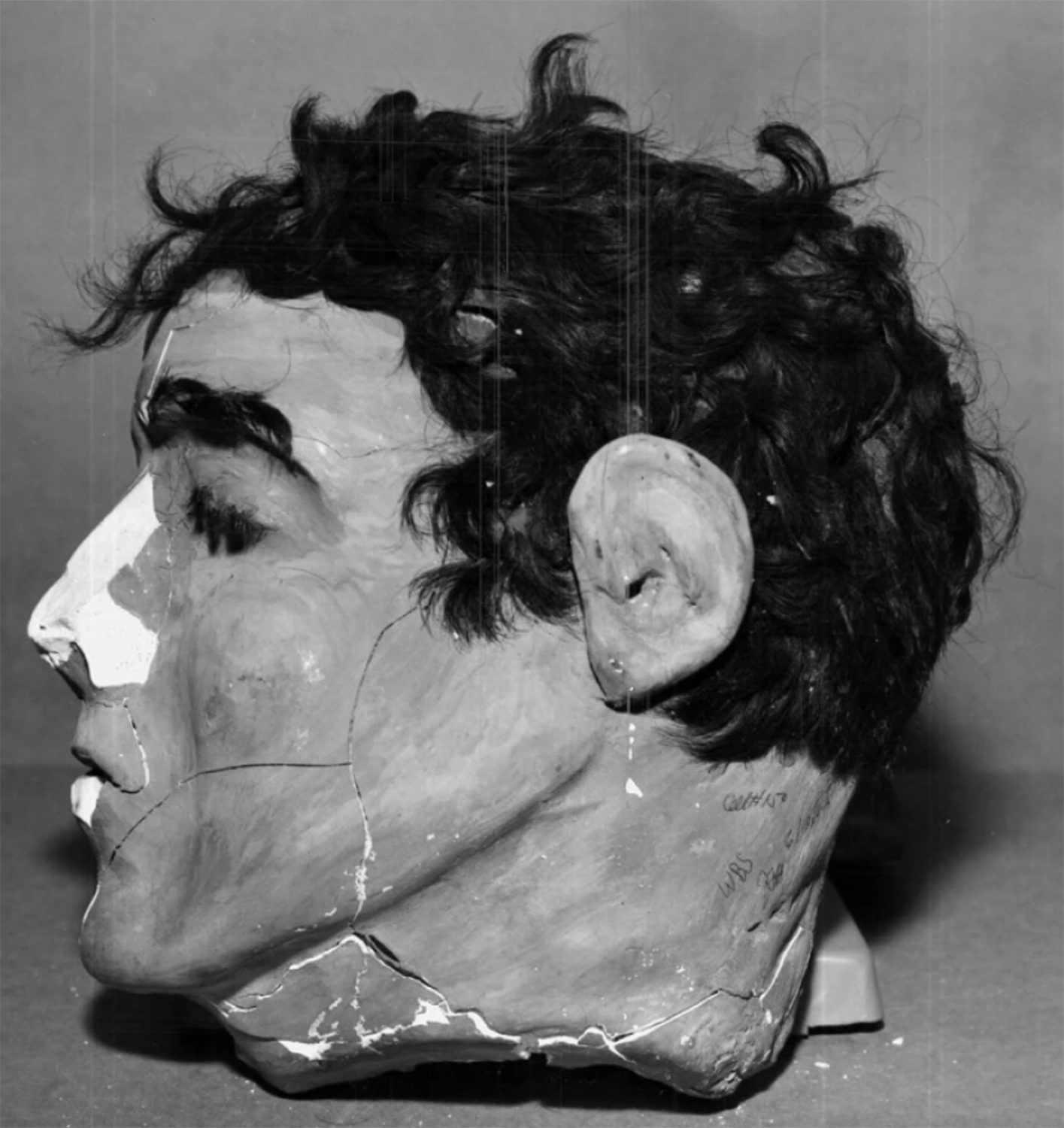
モリスの人形

1962年6月11日の夜、その計画は実行された。3人はベッドに用意しておいた人形を配置し、掘った穴から煙突を登って屋根伝いに脱出し、かねてから用意しておいたいかだで闇の中へと消えていった。
看守がモリスらの脱獄に気づいたのは翌朝のことだった。直ちに連邦捜査局 (FBI) は大勢の捜査員を動員し、沿岸警備隊や地域の捜査官と共に追跡を開始した。その後、いかだの一部やエングリン兄弟の物であった防水バッグなどが発見される。しかし、モリスらの遺体は見つからなかった。
その脱獄事件から1年足らずしてアルカトラズ刑務所も閉鎖となった（1963年3月）。

### 脱獄は成功したのか?
死体が見つかっていないにもかかわらず、FBIは1979年に捜索を中止しモリスとエングリン兄弟がサンフランシスコ湾で溺死したと断定した。その理由として、彼らが強盗などの常習犯であったにもかかわらず、現在に至るまで一度も捕まっていないことが挙げられた。
この疑問点を元に制作されたのが、映画『アルカトラズからの脱出』。クリント・イーストウッドがモリスを演じた。
オーストラリアのテレビ番組『怪しい伝説』では、脱獄時と同じ材料と道具で作られた筏で検証実験を行い、陸地への到達に成功している。